# Лівезіле (Бістріца-Несеуд)
Лівезіле (рум. Livezile) — село у повіті Бистриця-Несеуд в Румунії. Адміністративний центр комуни Лівезіле.
Село розташоване на відстані 326 км на північ від Бухареста, 8 км на північний схід від Бистриці, 86 км на північний схід від Клуж-Напоки.

## Населення
За даними перепису населення 2002 року у селі проживали 2439 осіб.
Національний склад населення села:
| Національність | Кількість осіб | Відсоток |
| -------------- | -------------- | -------- |
| румуни         | 2247           | 92,1%    |
| цигани         | 145            | 5,9%     |
| угорці         | 28             | 1,1%     |
| німці          | 18             | 0,7%     |

Рідною мовою назвали:
| Мова      | Кількість осіб | Відсоток |
| --------- | -------------- | -------- |
| румунська | 2410           | 98,8%    |
| угорська  | 18             | 0,7%     |
| німецька  | 9              | 0,4%     |